# 许智慧
许智慧（1963年—），河北涿鹿人，汉族，中华人民共和国政治人物、第十一届全国人民代表大会山东地区代表。
毕业于英国艾卡斯特大学法学院法律专业。担任全国律协副会长。2008年起担任全国人大代表。